# Carles Riba
Carles Riba i Bracons (Barcelona, 23 de septiembre de 1893-Barcelona, 12 de julio de 1959) fue un humanista, filólogo, escritor y poeta español en lenguas catalana y castellana. También fueron muy valoradas sus traducciones de textos griegos tanto clásicos como modernos.

## Biografía
Era hijo del escultor Antoni Riba i Garcia y de Adela Bracons i Casablancas. Estudió Derecho, Filosofía y Letras en la Universidad de Barcelona, donde adquirió una importante formación helenística. Se casó en 1916 con la también poetisa Clementina Arderiu, a la que había conocido en unos Juegos Florales. Trabajó como profesor en la Escuela de Bibliotecarias. 

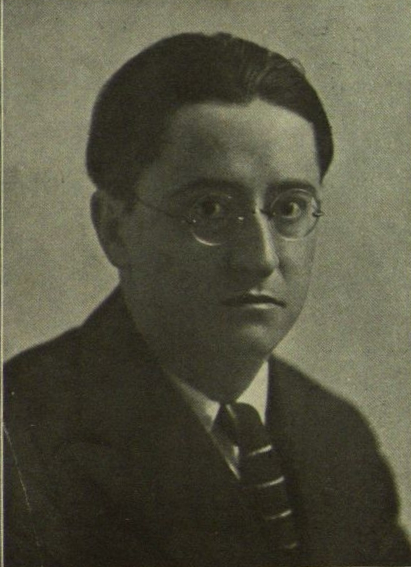
Retrato de Carles Riba publicado en 1927

Viajó a Alemania y estudió bajo la dirección de Vossler en Múnich (1922). Su formación clásica se completó con viajes a Italia y Grecia durante los años 1920. En esta misma época también fue colaborador de Pompeu Fabra en la elaboración del Diccionario general de la lengua catalana.
Trabajó en la Fundación Bernat Metge, especializada en estudios clásicos y pasó a ser profesor de griego en la Universidad de Barcelona en 1934. 
Comprometido con las causas catalanista y republicana, se vio obligado a exiliarse a Montpellier (Francia) tras la victoria de la rebelión franquista que acabó con el gobierno  republicano en 1939. En su salida al exilio acompañó el último viaje del poeta Antonio Machado. De nuevo en España, en 1943, siguió trabajando en traducciones de autores clásicos para la Fundación Bernat Metge, y llegó hasta la dirección de la fundación.

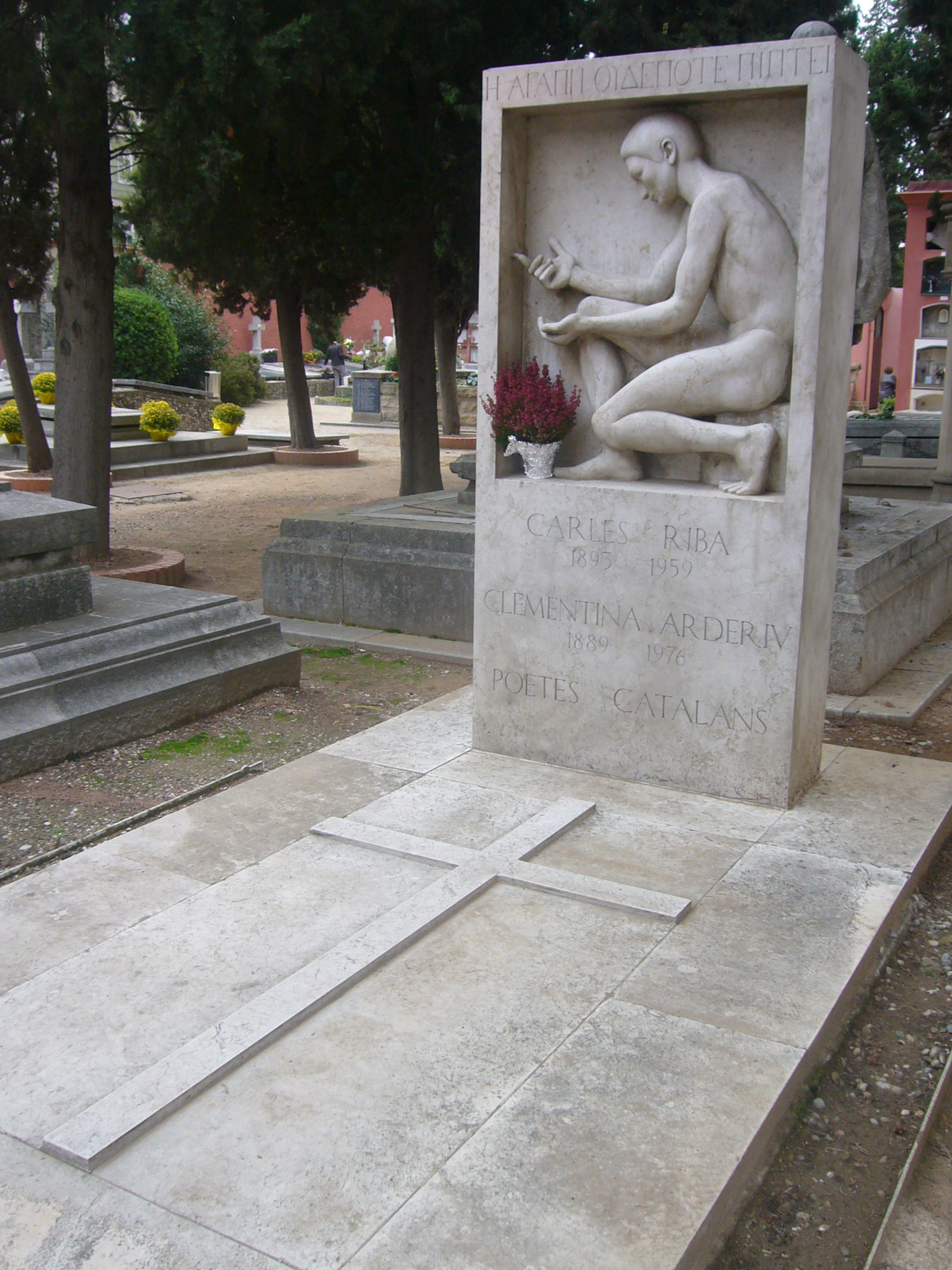
Tumba de Carles Riba y Clementina Arderiu en el Cementerio de Sarriá.

Ejerció de portavoz indiscutible de los intelectuales de lengua catalana en los congresos de poesía de Segovia (al que fue invitado por Dionisio Ridruejo) en 1952, Salamanca (1953) y Santiago de Compostela (1954). Tras estos congresos, su correspondencia con Ridruejo mostró el interés que la cultura catalana despertaba en los sectores más inquietos del panorama literario español.
Traductor de Constantino Cavafis, Friedrich Hölderlin, Edgar Allan Poe, Rainer Maria Rilke y Franz Kafka, además de a los clásicos griegos y latinos, también se dedicó a la narrativa, en el terreno de los relatos infantiles.
Su poesía establece la voluntad de tratar el amor como elemento poético, con unas referencias cultas que mostraban su vastísima cultura clásica y anglogermánica. Su poesía tiene modelos diferenciados en el tiempo y en el espacio. Por un lado, el más evidente es el de los clásicos griegos, con especial acento en Homero, pero también es evidente el influjo del renacentismo valenciano (Ausías March) o italiano (Petrarca y Dante) o de la poesía moderna catalana (Josep Carner). 
Falleció en 1959 y fue enterrado en el cementerio de Sarriá de Barcelona.

## Narrativa

### Poesía
- 1919 - Primer libro de Estancias
- 1912-1919 - La palabra de lloure
- 1930 - Segundo libro de Estancias
- 1935 - 20 Tannkas con grabados de Jaume Pla
- 1937 - Tres suites
- 1943 - Las Elegías de Bierville
- 1947 - Sobre el juego y el fuego
- 1952 - Corazón salvaje
- 1957 - Esbozo para tres oratorios

### Crítica literaria y otros ensayos
- 1922 - Escolis y otros artículos
- 1927 - Los márgenes
- 1937 - Para comprender
- 1957 - ...Más los poemas

### Traducciones (al catalán)
- Odisea de Homero
- Vidas paralelas de Plutarco
- Teatro de Sófocles
- Teatro de Eurípides
- Poesía de Constantino Cavafis
- Narracions extraordinàries de Edgar Allan Poe

## Poesía en gallego
Un aspecto bastante desconocido de la obra de Carles Riba es que fue autor, con tan solo dieciocho años, de unos poemas neotrobadorescos en lengua gallega. Estas composiciones están dedicadas a Pepita Vila, una joven barcelonesa hija de gallegos (de los municipios de Samos y O Incio) que mantuvo una relación sentimental con el poeta.
Se trata de dos poemarios, Cantares d´amor, 25 coplas de cuatro versos con rima, y Cantares d´amigo, cinco poemas «que son, en realidad, cinco cantigas de amigo, en el sentido técnico de la expresión».
Escritos cuando Carles Riba tenía 18 años, estos poemas «podrían alterar o modificar la cronología de la poesía neotrobadoresca en Galicia y, también, ampliar sus años de existencia, a pesar de que hubieran surgido fuera del espacio gallego». Hay que tener en cuenta que Fermín Bouza-Brey escribió Troba infinita en 1926 (publicada dentro de Nao senlleira en 1933) y que Álvaro Cunqueiro publicó Cantiga nova que se chama Riveira en 1933, dos obras de carácter neotrobadoresco de la literatura gallega escritas y publicadas con posterioridad a los poemas de Riba.
Los poemarios fueron guardados por Pepita Vila hasta su muerte, en 1975 y, donados por una sobrina, fueron publicados por primera vez por el Departamento de Cultura de la Generalidad de Cataluña en 1987, en un volumen de textos tempranos del autor titulado Papers de joventut. Posteriormente Xosé Lois García preparó una edición bajo el título Cantares de amor e de amigo para Ediciós do Castro, que salió en 1990. 

## Archivo personal y biblioteca
Su archivo personal fue depositado por sus herederos, los hermanos Riba i Arderiu, en el Arxiu Nacional de Catalunya en 1992. El fondo contiene la documentación generada y recibida por Carles Riba y su esposa, Clementina Arderiu, fruto de sus actividades profesionales y personales; destaca la que concierne su vida literaria y la relacionada con asociaciones y entidades de carácter cultural, así como la serie de correspondencia. 
La biblioteca personal de Carles Riba y Clementina Arderiu, en la que se hallaba intercalada alguna documentación personal, se conserva en la Biblioteca de Catalunya, donde ingresó por cesión del Instituto de Estudios Catalanes a la Biblioteca de Cataluña el 2001. Se conservan también los originales de algunas obras ingresadas durante la Guerra Civil o por compra de la Generalidad.